# Joseph Gonzales
Joseph Gonzales (Narbonne, Francuska, 6. kolovoza 1941.) je nekadašnji francuski amaterski i profesionalni boksač. Bio je olimpijski amaterski viceprvak u polusrednjoj kategoriji (do 71 kg) na Olimpijadi u Tokiju 1964. U olimpijskom finalu pobijedio ga je sovjetski šampion Boris Lagutin.
1964. godine postao je profesionalni boksač te je ostvario 14 pobjeda u nizu i to nokautom i tehničkim nokautom. Prvi poraz pretrpio je u studenom 1965. protiv Amerikanca Ferda Hernandeza. Do kraja 1967. ostvario je skor od 32-2-2 pobijedivši pritom nekoliko europskih prvaka kao što su Yoland Levèque i José Hernández.
13. ožujka 1970. ponovo je postao francuski nacionalni prvak a protivnik u finalnom meču bio mu je Jean-Baptiste Rolland. Nakon dva pretrpljena poraza od Jean-Claude Bouttiera i Jacquesa Kechichiana, završio je boksačku karijeru u lipnju 1974. Poslije je u rodnom gradu otvorio pečenjaru.